# Антіок (Огайо)
Антіок (англ. Antioch) — селище (англ. village) в США, в окрузі Монро штату Огайо. Населення — 71 особа (2020).

## Географія
Антіок розташований за координатами 39°39′40″ пн. ш. 81°4′1″ зх. д. / 39.66111° пн. ш. 81.06694° зх. д. (39.661053, -81.066921).  За даними Бюро перепису населення США в 2010 році селище мало площу 0,27 км², уся площа — суходіл.

## Демографія
Згідно з переписом 2010 року, у селищі мешкало 86 осіб у 33 домогосподарствах у складі 21 родини. Густота населення становила 314 особи/км².  Було 44 помешкання (161/км²).
Расовий склад населення:
| - 97,7 % — білих - 1,2 % — чорних або афроамериканців |

До двох чи більше рас належало 1,2 %. Частка іспаномовних становила 0,0 % від усіх жителів.
За віковим діапазоном населення розподілялося таким чином: 25,6 % — особи молодші 18 років, 62,8 % — особи у віці 18—64 років, 11,6 % — особи у віці 65 років та старші. Медіана віку мешканця становила 42,5 року. На 100 осіб жіночої статі у селищі припадало 109,8 чоловіків;  на 100 жінок у віці від 18 років та старших — 146,2 чоловіків також старших 18 років.
Середній дохід на одне домашнє господарство  становив 55 353 долари США (медіана — 42 250), а середній дохід на одну сім'ю — 72 243 долари (медіана — 66 250). За межею бідності перебувало 10,9 % осіб, у тому числі 10,0 % дітей у віці до 18 років та 20,0 % осіб у віці 65 років та старших.
Цивільне працевлаштоване населення становило 75 осіб. Основні галузі зайнятості: освіта, охорона здоров'я та соціальна допомога — 44,0 %, будівництво — 22,7 %, виробництво — 8,0 %, транспорт — 6,7 %.